# 6006 Анаксимандр
6006 Анаксимандр (1989 GB4, 1972 TN4, 1986 RC8, 6006 Anaximandros) — астероїд головного поясу, відкритий 3 квітня 1989 року.
Тіссеранів параметр щодо Юпітера — 3,306.